# 13 (Black Sabbath)
| Recensione    | Giudizio |
| ------------- | -------- |
| AllMusic      |          |
| The Guardian  |          |
| Rolling Stone |          |

13 è il diciannovesimo album in studio del gruppo musicale britannico Black Sabbath, pubblicato il 10 giugno 2013 dalla Vertigo Records e dalla Republic Records.
Si tratta del primo album in studio pubblicato dal gruppo dai tempi di Forbidden (1995), nonché il primo registrato con il cantante Ozzy Osbourne e il bassista Geezer Butler dai tempi della pubblicazione dell'album dal vivo Reunion (1998), il quale conteneva due tracce inedite. Inoltre, si tratta del primo album in studio con Osbourne da Never Say Die! (1978), e con Butler da Cross Purposes (1994).
La formazione originale dei Black Sabbath iniziò a lavorare su un nuovo album in studio nel 2001 con il produttore Rick Rubin. Lo sviluppo dell'album tuttavia si interruppe a causa degli impegni di Osbourne nel completamento di un suo album da solista, e il resto del gruppo si dedicò ad alcuni progetti paralleli, come i GZR e gli Heaven & Hell. Quando i Black Sabbath annunciarono la loro riunione l'11 novembre 2011, gli stessi annunciarono inoltre che avrebbero ripreso i lavori sul nuovo album sempre con Rubin. Le sessioni di registrazione ebbero luogo tra il mese di agosto 2012 e quello di gennaio 2013 a Los Angeles, California. In aggiunta a Osbourne, Butler e il chitarrista Tony Iommi, il gruppo ingaggiò per le sessioni di registrazione il batterista Brad Wilk dei Rage Against the Machine e degli Audioslave, in seguito alla decisione del batterista originario Bill Ward di non voler partecipare alla reunion, a causa di una disputa contrattuale.
Il disco è stato inoltre inserito alla 12ª posizione della classifica dei 20 migliori album metal del 2013 stilata dalla rivista Spin.

## Antefatti
Dopo una serie di concerti tenuti tra il 1997 e il 1998 per celebrare la loro riunione, la formazione originaria dei Black Sabbath iniziò a lavorare a un nuovo album con il produttore Rick Rubin nella primavera del 2001; tuttavia, le sessioni di registrazioni vennero sospese quando Ozzy Osbourne fu chiamato a completare alcune tracce del suo album solista Down to Earth, pubblicato nell'ottobre di quell'anno. Tony Iommi ricordò, «È appena giunto al termine. Non siamo andati oltre, ed è stato un vero peccato perché [le canzoni] erano davvero buone». Iommi inoltre commentò sulla difficoltà di tenere tutti i componenti insieme per lavorare all'album:
Dopo un altro tour avvenuto nella metà del 2001, i Black Sabbath entrarono nuovamente in pausa fino al 2004, quando tornarono a suonare all'Ozzfest. Nel mese di novembre 2005, il gruppo fu introdotto nella UK Music Hall of Fame, e nel mese di marzo 2006, dopo undici anni di ammissibilità, il gruppo fu introdotto anche nella Rock and Roll Hall of Fame. Mentre Osbourne stava lavorando al suo nuovo album da solista nel 2006, la Rhino Records pubblicò Black Sabbath: The Dio Years, una raccolta di canzoni incentrate sui primi quattro album pubblicati dai Black Sabbath con Ronnie James Dio alla voce. Per la pubblicazione, Iommi, Butler, Dio e Vinny Appice si riunirono per scrivere e registrare tre inediti. The Dio Years fu pubblicato il 3 aprile 2007, raggiungendo la posizione 54 nella Billboard 200, mentre il singolo The Devil Cried raggiunse la posizione 37 nella Mainstream Rock Airplay. Soddisfatti dei risultati, Iommi e Dio decisero di riunire la formazione di Heaven and Hell per un tour mondiale. Mentre la formazione composta da Osbourne, Butler, Iommi e Bill Ward veniva sempre nominata Black Sabbath, il gruppo optò per il nome Heaven & Hell, dall'album omonimo, per evitare confusione. Ward fu inizialmente invitato a partecipare, ma cambiò idea prima che il tour iniziasse a causa di divergenze musicali con «un paio di membri del gruppo». Ward fu rimpiazzato da Vinny Appice, e fu così ricomposta effettivamente la formazione che realizzò gli album Mob Rules e Dehumanizer. Dopo la pubblicazione dell'unico album The Devil You Know (2009), il 16 maggio 2010 Dio morì in seguito a lunga battaglia contro il cancro allo stomaco, e in seguito a un concerto tributo con l'ex-cantante dei Black Sabbath Glenn Hughes, gli Heaven and Hell si sciolsero.
L'11 novembre 2011, i Black Sabbath ospitarono una cerimonia di annuncio al Whisky a Go Go di Hollywood, California. Presentato dall'ex-cantante dei Black Flag Henry Rollins, l'evento comprese tutti e quattro i membri originari del gruppo. Dopo mesi di voci su una loro possibile reunion, quest'ultima venne confermata dal gruppo nel corso dell'evento. Alla domanda di Rollins sull'avvenuta riunione, Iommi rispose che «è ora o mai più. Stiamo andando d'accordo alla grande. Tutto questo è davvero buono». Butler aggiunse inoltre che il nuovo materiale avrebbe avuto «lo stile e il sound dei Black Sabbath agli esordi.» Il 18 novembre 2011 i Black Sabbath annunciarono che si sarebbero esibiti in Europa tra maggio e giugno 2012.

## Registrazione
Il 9 gennaio 2012 venne annunciato che a Iommi erano state diagnosticate le prime fasi di un linfoma, il che ostacolò l'attività del gruppo. A causa dell'imprevisto, le sessioni di lavorazione per 13, che avrebbero dovuto aver luogo a Los Angeles, furono spostate nella casa di Iommi in Inghilterra. Il 2 febbraio 2012, Ward annunciò pubblicamente che non avrebbe partecipato alla reunion dei Black Sabbath a meno che non avesse ricevuto un «contratto da firmare.» Il giorno seguente, gli altri componenti del gruppo annunciarono: «non abbiamo altra scelta che continuare a registrare senza di lui», ma affermando anche che «la nostra porta sarà sempre aperta» perché Ward ritorni nel gruppo. Sempre nel mese di febbraio, il gruppo annunciò che non avrebbe proseguito il tour mondiale, esibendosi però ugualmente al Download Festival a giugno 2012. Invece dei Black Sabbath, il tour avrebbe presentato soltanto gli "Ozzy and Friends", gruppo composto da Osbourne e da musicisti d'eccezione che cambiavano da un concerto all'altro. L'11 aprile, il fondatore del Lollapalooza Perry Farrell annunciò che i Black Sabbath si sarebbero esibiti nell'edizione 2012 del suo festival, aggiungendo anche che si sarebbe trattata dell'unica data del 2012 in continente americano; il 15 maggio, Ward pubblicò un comunicato sul proprio sito ufficiale affermando che, a causa di mancati accordi, non avrebbe partecipato neanche ai concerti, ma spiegando anche che sarebbe «rimasto con una mente aperta e disponibile a negoziare termini "firmabili" con i rappresentanti dei Black Sabbath in futuro.» Quattro giorni più tardi, Butler pubblicò una dichiarazione nella quale espresse la sua tristezza per la decisione di Ward. Il bassista svelò anche che il batterista Tommy Clufetos stava provando con il gruppo in Inghilterra.
Il 2 giugno 2012, Osbourne raccontò in un'intervista a NME che i Black Sabbath avevano scritto «circa 15 brani per il momento», aggiungendo anche che 2013 era un buon indizio su quale sarebbe stato il titolo dell'album. Il gruppo ritornò in studio per continuare i lavori all'album verso la fine del mese di agosto, mentre nel mese di ottobre giunse la conferma del titolo di uno dei nuovi brani, God Is Dead?. Il 12 gennaio 2013, i Black Sabbath rivelarono che l'album si sarebbe intitolato 13 e che sarebbe stato pubblicato nel mese di giugno; inoltre venne anche annunciato che il batterista Brad Wilk dei Rage Against the Machine e degli Audioslave si era occupato dell'esecuzione delle parti di batteria dell'album.
In un'intervista a NAMM avvenuta a gennaio 2013, Butler spiegò che 13 non era il titolo definitivo scelto per l'album e che sarebbe potuto cambiare; tuttavia questo si è rivelato non essere il caso. Il mese seguente il gruppo pubblicò attraverso il proprio canale YouTube un breve documentario che mostrava alcuni momenti del periodo passato in studio.

## Promozione
Prima della pubblicazione dell'album, tra aprile e maggio 2013 i Black Sabbath si sono imbarcati in un tour in Australia, dove non si esibivano dal vivo dal 1974, per poi esibirsi all'Ozzfest Japan il 12 maggio 2013. Queste date sono state disposte per consentire a Iommi di tornare nel Regno Unito per il trattamento del linfoma una volta ogni sei settimane. Dal mese di luglio fino agli inizi di settembre del 2013 i Black Sabbath si sono esibiti negli Stati Uniti d'America dopo otto anni di assenza dal paese. In seguito a quest'ultimo tour, il gruppo è tornato in Europa per alcune date tenute tra novembre e dicembre.
Il primo singolo estratto dall'album, God Is Dead?, è stato pubblicato il 19 aprile 2013 in download digitale. I Black Sabbath sono inoltre apparsi nella puntata finale della 13ª stagione di CSI - Scena del crimine, nella quale eseguono il brano End of the Beginning. Per quest'ultimo brano è stato girato un videoclip, pubblicato l'11 giugno.
Il 4 giugno, ad una settimana dalla data di uscita di 13, il gruppo ha reso disponibile in anteprima l'intero album in streaming su iTunes. Il 17 ottobre è stato pubblicato il videoclip del brano Loner.

## Tracce
Testi di Geezer Butler, musiche di Ozzy Osbourne, Geezer Butler e Tony Iommi.
1. End of the Beginning – 8:05
2. God Is Dead? – 8:52
3. Loner – 4:59
4. Zeitgeist – 4:37
5. Age of Reason – 7:01
6. Live Forever – 4:46
7. Damaged Soul – 7:51
8. Dear Father – 7:20

Traccia bonus nell'edizione giapponese
1. Naïveté in Black – 3:50

Tracce bonus nell'edizione di iTunes
1. Methademic – 5:57
2. Peace of Mind – 3:40
3. Pariah – 5:34

CD bonus nell'edizione deluxe e di Best Buy
1. Methademic – 5:57
2. Peace of Mind – 3:40
3. Pariah – 5:34
4. Naïveté in Black – 3:50 – presente solo nell'edizione Best Buy

## Formazione
Gruppo
- Ozzy Osbourne – voce; armonica a bocca (traccia 7)
- Tony Iommi – chitarra
- Geezer Butler – basso

Altri musicisti
- Brad Wilk – batteria

## Successo commerciale
13 ha debuttato al primo posto della Official Albums Chart, diventando il primo disco del gruppo in vetta alle classifiche britanniche dai tempi di Paranoid (1970). Con un gap di circa 43 anni, ha battuto il record precedentemente detenuto da Bob Dylan, il quale aveva raggiunto il primo posto con Together Through Life (2009) dopo averlo fatto l'ultima volta con New Morning (1970).
L'album ha inoltre debuttato alla posizione più alta della Billboard 200, diventando il primo lavoro in assoluto del gruppo in vetta alle classifiche statunitensi, con un totale di 155 000 copie vendute durante la prima settimana. All'aprile 2014, l'album ha venduto oltre 360 000 copie negli Stati Uniti d'America. Anche in Canada 13 ha debuttato al primo posto della Billboard Canadian Albums, vendendo circa 25 000 copie.
Al luglio 2014, l'album ha venduto oltre un milione di copie nel mondo.

## Classifiche

### Classifiche settimanali
| Classifica (2013)          | Posizione massima |
| -------------------------- | ----------------- |
| Australia                  | 4                 |
| Austria                    | 2                 |
| Belgio (Fiandre)           | 4                 |
| Belgio (Vallonia)          | 6                 |
| Canada                     | 1                 |
| Danimarca                  | 1                 |
| Finlandia                  | 3                 |
| Francia                    | 15                |
| Germania                   | 1                 |
| Giappone                   | 10                |
| Irlanda                    | 5                 |
| Italia                     | 6                 |
| Norvegia                   | 1                 |
| Nuova Zelanda              | 1                 |
| Paesi Bassi                | 10                |
| Polonia                    | 4                 |
| Portogallo                 | 6                 |
| Regno Unito                | 1                 |
| Regno Unito (rock & metal) | 1                 |
| Repubblica Ceca            | 1                 |
| Spagna                     | 4                 |
| Stati Uniti                | 1                 |
| Stati Uniti (hard rock)    | 1                 |
| Stati Uniti (rock)         | 1                 |
| Stati Uniti (tastemaker)   | 1                 |
| Svezia                     | 1                 |
| Svizzera                   | 1                 |
| Ungheria                   | 3                 |

### Classifiche di fine anno
| Classifica (2013)       | Posizione |
| ----------------------- | --------- |
| Austria                 | 40        |
| Belgio (Fiandre)        | 102       |
| Belgio (Vallonia)       | 109       |
| Canada                  | 30        |
| Germania                | 18        |
| Regno Unito             | 79        |
| Stati Uniti             | 86        |
| Stati Uniti (hard rock) | 2         |
| Stati Uniti (rock)      | 18        |
| Svezia                  | 27        |
| Svizzera                | 27        |
| Ungheria                | 92        |